# Stian Eckhoff
Stian Kampenhaug Eckoff (ur. 3 września 1979 w Trondheim) – norweski biathlonista, mistrz świata i dwukrotny wicemistrz Europy

## Kariera
Pierwszy raz na arenie międzynarodowej pojawił się w 1998 roku, kiedy zajął 26. miejsce w sprincie podczas mistrzostw świata juniorów w Valcartier. Na rozgrywanych rok później mistrzostwach świata juniorów w Pokljuce był szósty w biegu indywidualnym, dziesiąty w sprincie, czwarty w biegu pościgowym, a w sztafecie zdobył srebrny medal.
W zawodach Pucharu Świata zadebiutował 11 lutego 2000 roku w Östersund, zajmując 51. miejsce w sprincie. Pierwsze punkty wywalczył 9 marca 2000 roku w Lahti, gdzie zajął 29. miejsce w biegu indywidualnym. Na podium zawodów tego cyklu po raz pierwszy stanął 23 stycznia 2003 roku w Anterselvie, kończąc rywalizację w biegu indywidualnym na trzeciej pozycji. W zawodach tych wyprzedzili go jedynie reprezentujący Białoruś Władimir Draczow i inny Norweg – Halvard Hanevold. W kolejnych startach jeszcze 6 razy stawał na podium, odnosząc przy tym 2 zwycięstwa: 15 grudnia 2004 roku i 26 listopada 2005 roku w Östersund był najlepszy w sprintach. Ostatnie podium w karierze wywalczył 17 marca 2007 roku w Chanty-Mansyjsku, gdzie zajął trzecie miejsce w biegu masowym. Najlepsze wyniki osiągnął w sezonie 2004/2005, kiedy był dziesiąty w klasyfikacji generalnej.
Na mistrzostwach świata w Hochfilzen w 2005 roku wspólnie z Halvardem Hanevoldem, Ole Einarem Bjørndalenem i Egilem Gjellandem zdobył złoty medal w sztafecie. Był to jego jedyny medal wywalczony na zawodach tej rangi. Indywidualnie najwyższą lokatę osiągnął podczas mistrzostw świata w Chanty-Mansyjsku w 2003 roku, gdzie był dziewiąty w biegu masowym. Brał także udział w igrzyskach olimpijskich w Turynie w 2006 roku, gdzie zajął 16. miejsce w biegu indywidualnym i sprincie, 21. miejsce w biegu pościgowym oraz piąte w sztafecie. W 2008 roku zdobył srebrne medale w sprincie i sztafecie podczas mistrzostw Europy w Novym Měscie.
Oprócz norweskiego zna też niemiecki i angielski. Jego siostry: Tiril i Kaja również zostały biathlonistkami.
Po zakończeniu czynnej kariery został trenerem.
W 2009 roku zaręczył się z norweską biathlonistką Anne Ingstadbjørg.

## Osiągnięcia

### Igrzyska olimpijskie
| Rok  | Miejscowość | Konkurencje | Konkurencje | Konkurencje | Konkurencje | Konkurencje | Konkurencje | Konkurencje |
| Rok  | Miejscowość | IN          | SP          | PU          | MS          | RL          | MR          | SR          |
| ---- | ----------- | ----------- | ----------- | ----------- | ----------- | ----------- | ----------- | ----------- |
| 2006 | Turyn       | 16.         | 16.         | 21.         | –           | 5.          | nd.         | –           |

### Mistrzostwa świata
| Rok  | Miejscowość     | Konkurencje | Konkurencje | Konkurencje | Konkurencje | Konkurencje | Konkurencje | Konkurencje |
| Rok  | Miejscowość     | IN          | SP          | PU          | MS          | RL          | MR          | SR          |
| ---- | --------------- | ----------- | ----------- | ----------- | ----------- | ----------- | ----------- | ----------- |
| 2003 | Chanty-Mansyjsk | 35.         | 35.         | 33.         | 9.          | –           | nd.         | –           |
| 2004 | Oberhof         | 48.         | 28.         | 19.         | 25.         | –           | nd.         | –           |
| 2005 | Hochfilzen      | 27.         | –           | –           | 14.         | 1.          | nd.         | –           |
| 2005 | Chanty-Mansyjsk | nd.         | nd.         | nd.         | nd.         | nd.         | 10.         | –           |

### Mistrzostwa świata juniorów
| Rok  | Miejscowość | Konkurencje | Konkurencje | Konkurencje | Konkurencje | Konkurencje | Konkurencje | Konkurencje |
| Rok  | Miejscowość | IN          | SP          | PU          | MS          | RL          | MR          | SR          |
| ---- | ----------- | ----------- | ----------- | ----------- | ----------- | ----------- | ----------- | ----------- |
| 1998 | Valcartier  | –           | 26.         | –           | nd.         | –           | nd.         | –           |
| 1999 | Pokljuka    | 6.          | 10.         | 4.          | nd.         | 2.          | nd.         | –           |

### Puchar Świata
| Sezon     | Miejsce |
| --------- | ------- |
| 1999/2000 | 59.     |
| 2000/2001 | 65.     |
| 2001/2002 | 27.     |
| 2002/2003 | 11.     |
| 2003/2004 | 11.     |
| 2004/2005 | 10.     |
| 2005/2006 | 19.     |
| 2006/2007 | 22.     |
| 2007/2008 | 43.     |
| 2008/2009 | 67.     |

#### Miejsca na podium w zawodach chronologicznie
| Lp. | Dzień        | Rok  | Miejscowość     | Konkurencja                | Lokata | Pudła   | Czas biegu | Strata  | Zwycięzca            |
| --- | ------------ | ---- | --------------- | -------------------------- | ------ | ------- | ---------- | ------- | -------------------- |
| 1.  | 23 stycznia  | 2003 | Anterselva      | Bieg indywidualny na 20 km | 3.     | 1+0+0+0 | 56:28,6    | +50,9   | Władimir Draczow     |
| 2.  | 16 lutego    | 2003 | Oslo            | Bieg pościgowy na 12,5 km  | 3.     | 0+1+0+0 | 34:12,1    | +24,7   | Ole Einar Bjørndalen |
| 3.  | 14 grudnia   | 2003 | Hochfilzen      | Bieg pościgowy na 12,5 km  | 3.     | 0+3+2+1 | 44:29,9    | +1:40,9 | Ole Einar Bjørndalen |
| 4.  | 15 grudnia   | 2004 | Östersund       | Sprint na 10 km            | 1.     | 0+0     | 26:12,3    | –       | –                    |
| 5.  | 20 lutego    | 2005 | Pokljuka        | Bieg masowy na 15 km       | 2.     | 1+0+0+1 | 40:12,8    | +1:15,7 | Ole Einar Bjørndalen |
| 6.  | 26 listopada | 2005 | Östersund       | Sprint na 10 km            | 1.     | 0+0     | 23:07,6    | –       | –                    |
| 7.  | 17 marca     | 2007 | Chanty-Mansyjsk | Bieg pościgowy na 12,5 km  | 3.     | 0+1+1+0 | 36:54,4    | +9,8    | Maksim Czudow        |